# Base General Bernardo O'Higgins

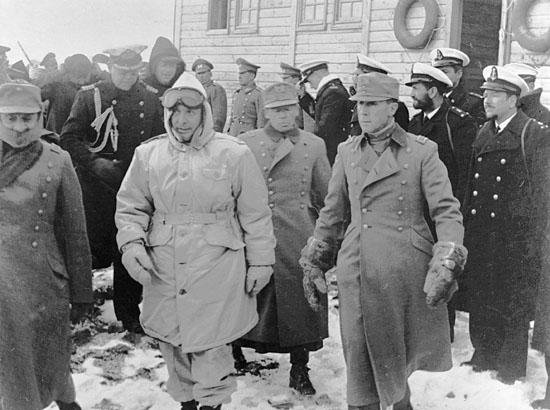
Inauguración de la Base General Bernardo O'Higgins por el entonces presidente de Chile, Gabriel González Videla

La base General Bernardo O'Higgins es una estación de investigación científica de Chile situada en el Territorio Antártico Chileno, sector que ese país reclama en la Antártica como parte de la Región de Magallanes y de la Antártica Chilena. Se llama así en honor al héroe nacional chileno Bernardo O'Higgins Riquelme.

## Historia
Fue inaugurada el 18 de febrero de 1948 durante la Segunda Expedición Antártica Chilena, por el presidente Gabriel González Videla, siendo una de las bases antárticas más antiguas existentes en la actualidad y siendo la única base chilena en tener presencia efectiva ininterrumpida desde su inauguración. 
El arquitecto que proyectó las obras fue Julio Ripamonti Barros y primer comandante de la base fue el capitán Hugo Schmidt Prado.
Desde el 10 de enero de 1991 opera la Estación Alemana de Recepción Antártica (o GARS-O’Higgins) perteneciente a Alemania, que se halla ubicada a 30 metros de la base y utiliza en convenio con Chile sus instalaciones y logística.
La Base Antártica Científica Luis Risopatrón se hallaba junto a la Base O'Higgins. Para participar en las actividades del Año Geofísico Internacional fue inaugurada el 3 de marzo de 1957 con dotación civil perteneciente a la Universidad Católica de Chile. Fue destruida por un incendio el 10 de marzo de 1958.
En diciembre de 2020, la base se convirtió en el primer lugar en donde llegó el COVID-19 en la Antártica, registrando hasta el 23 de diciembre 58 casos.

### Sitio y Monumento Histórico
El SMH 37: Sitio Histórico O’Higgins fue designado en 1972 como Sitio y Monumento Histórico de la Antártica bajo el Tratado Antártico, y es conservado por la base.
El sitio histórico comprende las siguientes estructuras:
- Busto del Capitán General Bernardo O´Higgins Riquelme, erigido en 1948.
- Antigua Base Antártica Capitán General Bernardo O’Higgins Riquelme, inaugurada el 18 de febrero de 1948.
- Placa en la memoria de los tenientes Óscar Inostroza Contreras y Sergio Ponce Torrealba, caídos en el continente antártico el 12 de agosto de 1957.
- Gruta de la Virgen del Carmen, ubicada en los alrededores de la base.

## Características
Se ubica en la península Antártica, en el islote Isabel Riquelme de la rada Covadonga en el cabo Legoupil, cuyas coordenadas geográficas son 63°19′15″S 57°53′55″O / -63.32083, -57.89861, con una altitud de 12 m. 
Durante el invierno su población alcanza las 21 personas, principalmente militares. En los meses de diciembre a febrero, se alcanza el máximo de habitantes, que llegan a 44, aun cuando la base tiene una capacidad máxima de 60 habitantes. La base es operada por el Ejército de Chile.
La base General Bernardo O'Higgins es considerada como la capital de la comuna de Antártica, parte de la provincia Antártica Chilena. Su nombre civil es el de Puerto Covadonga, señalado como capital comunal por el artículo 46 del decreto ley 2868 de 21 de septiembre de 1979.